# جمهوری اسلامی ایران و پرونده‌های تروریسم دولتی
این نوشتار دربارهٔ اقدامات تروریستی نظام جمهوری اسلامی ایران به‌ویژه در بیرون از ایران است

## جمهوری اسلامی، ترور، پیشینه
پس از انقلاب ۱۳۵۷ برخی کشورها، سازمان‌ها و دادگاه‌ها جمهوری اسلامی ایران را به دست داشتن در اقدامات تروریستی یا حمایت از گروه‌های تروریستی متهم یا محکوم کرده‌اند. از جمله این کشورها اسرائیل، آلمان، آرژانتین و انگلیس هستند. دولت آمریکا نیز ایران را متهم به حمایت از چندین گروه تروریستی در جهان همچون گروه حزب‌الله لبنان، گروه حماس فلسطین و چند گروه فلسطینی که در فهرست گروه‌های تروریستی دولت این کشور قرار دارند کرده است. همچنین دولت آمریکا سپاه پاسداران انقلاب اسلامی و وزارت دفاع ایران را در فهرست گروه‌های تروریستی قرار داده است. وزارت خارجه ایالات متحده در روز پنجشنبه ۲ ژوئن ۲۰۱۶ در گزارش سالانه خود دربارهٔ تروریسم جهانی اعلام داشت، حکومت ایران با وجود رسیدن به توافق جامع با قدرت‌های جهانی بر سر برنامه هسته‌ای خود، همچنان اصلی‌ترین کشور حامی تروریسم در جهان است.
در سال ۲۰۱۶ میلادی تنها کشور حامی تروریست و تروریسم جهانی در سطح بین‌الملل دولت جمهوری اسلامی ایران محسوب می‌شد. دولت آلمان چند تن از مقامت بلندپایه حکومت ایران را که در دادگاه میکونوس به دخالت در عملیات تروریستی محکوم شده بودند را تحت پیگرد قضایی قرار داده است. در گزارش آمریکا دربارهٔ تروریسم در سال ۲۰۱۶ که توسط وزارت امور خارجه این کشور در ۱۹ ژوئیه ۲۰۱۷ در هفت فصل منتشر گردید گزارش شده است که ایران همچنان در راس کشورهای حامی تروریسم است و تهدیدهای ایران علیه منافع آمریکا و متحدان آن باقی است. نیروی قدس سپاه پاسداران به همراه شرکا، متحدان و عوامل ایران به نقش بی‌ثبات‌کننده در درگیری‌های عراق، سوریه و یمن ادامه دادند. همچنین این کشور به تأمین سلاح و منابع اقتصادی گروه‌های شبه نظامی شیعی در بحرین نیز ادامه داده است. کلی کرفت سفیر وقت آمریکا در سازمان ملل متحد ایران را دولت «حامی شماره یک تروریسم در جهان» نامید.

## ترور شخصیت‌های ایرانی در خارج
حکومت جمهوری اسلامی به ترور مخالفان خود در بیرون از کشور می‌پردازد.

### ترورهای انفرادی
- شاپور بختیار آخرین نخست‌وزیر دوره پهلوی در ۱۵ مرداد ۱۳۷۰ در منزل خود در پاریس با ضربات چاقو کشته شد.[۱۱][۱۲] وی دو بار هدف ترور قرار گرفت و طبق اظهارات انیس نقاش، هر دو بار به دستور مقامات جمهوری اسلامی ایران و با استخدام تروریست‌هایی حرفه‌ای طرح‌ریزی شده بود.[۱۳]
- شهریار شفیق پسر اشرف پهلوی در ۱۶ آذر ماه ۱۳۵۸ هنگام خروج از اقامت‌گاه مادرش در پاریس، به ضرب گلوله به قتل رسید.[۱۴]
- ارتشبد غلامعلی اویسی در ۱۸ بهمن ۱۳۶۲ در پاریس به همراه برادرش غلامحسین اویسی با شلیک گلوله به سر ترور شدند.[۱۵]
- عبدالرحمان قاسملو دبیرکل حزب دموکرات کردستان ایران و عبدالله قادری‌آذر در روز ۲۲ تیر ۱۳۶۸ (۱۳ ژوئیه ۱۹۸۹) در حالی که با نمایندگان جمهوری اسلامی دربارهٔ حل مسالمت‌آمیز «مسئله کردستان» و کردها بر سر میز گفتگو نشسته بودند در وین، اتریش کشته شدند.[۱۶] یکی از عاملان اصلی این ترور، محمد جعفری صحرارودی عنوان شده است. ترور رهبران کرد در سال ۱۹۸۹، یکی از جنجالی‌ترین ترورهای مخالفان رژیم ایران در دهه‌های اخیر بوده است.[۱۷]
- فریدون فرخزاد، خواننده و شاعر در ۱۶ مرداد ۱۳۷۱ در محل سکونتش در شهر بن آلمان بر اثر ضربات چاقو به قتل رسید.[۱۸][۱۹]
- عبدالرحمان برومند رئیس هیئت اجرائی نهضت مقاومت ملی ایران در روز پنجشنبه ۲۹ فروردین ماه ۱۳۷۰ در مقابل منزل خود در پاریس با ضربات کارد به قتل رسید.[۲۰][۲۱]
- کاظم رجوی عضو شورای ملی مقاومت ایران در ۲۴ آوریل ۱۹۹۰در نزدیکی خانه‌اش در سوییس به ضرب گلوله ترور شد.[۲۲]
- رضا مظلومان از اعضای سازمان درفش کاویانی بود که در ۷ خرداد ۱۳۷۵ توسط عوامل جمهوری اسلامی در منزل خود در پاریس به ضرب گلوله کشته شد.[۲۳][۲۴]
- بیژن فاضلی فرزند رضا فاضلی بازیگر منتقد جمهوری اسلامی بود که در اثر بمب‌گذاری توسط عوامل جمهوری اسلامی در ۲۸ مرداد ۱۳۶۵ در فروشگاه خود واقع در لندن کشته شد.[۲۵]
- علی‌اکبر طباطبایی سخنگوی سفارت ایران در آمریکا در دوران حکومت پهلوی بود که در ۳۱ تیرماه ۱۳۵۹ توسط عوامل جمهوری اسلامی در در خانه خود در مریلند آمریکا به ضرب گلوله کشته شد.[۲۶]
- ارسلان رضایی؛ یکی از مدیران کانال‌های نقد اسلام و حکومت جمهوری اسلامی[۲۷] که در سال ۱۳۹۹ خورشیدی در ترکیه ترور شد؛ ولی زنده ماند.
- ابوالحسن مجتهدزاده (در سال ۱۳۶۷)؛[۲۷]
- علی‌اکبر قربانی (در سال ۱۳۷۱)؛[۲۷]
- فرشید علوی آبگرم (در سال ۱۳۹۷)؛[۲۷]
- مسعود مولوی (در سال ۱۳۹۸)؛[۲۷]
- ربودن و ناپدیدسازی فرود فولادوند (مدیر شبکه جم در سال ۱۳۸۵).[۲۷]
- در تیر ۱۴۰۰، ترور و کشتن بهروز رحیمی (ریبین) با تیراندازی از سلاح دارای صداخفه‌کن.[۲۸]

### ترور میکونوس

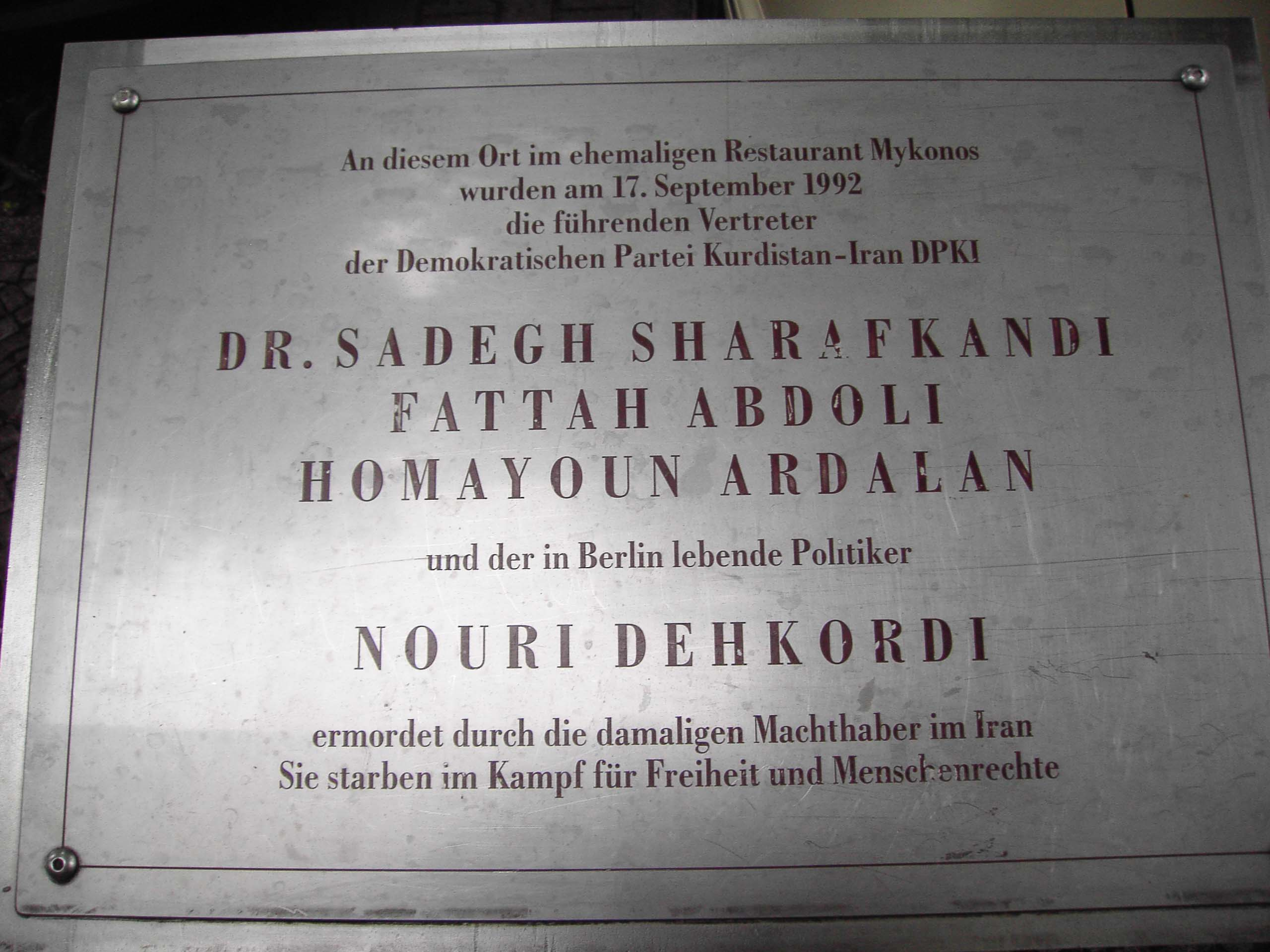
اسامی ۴ کشته شده در لوح یابود ترور میکونوس

در ماجرای ترور میکونوس که در رستورانی به همین نام واقع در برلین، آلمان و در تاریخ ۱۷ سپتامبر ۱۹۹۲ (۲۶ شهریور ۱۳۷۱) رخ داد، صادق شرفکندی دبیرکل حزب دموکرات کردستان ایران، همایون اردلان و فتاح عبدلی نماینده حزب دموکرات و نوری دهکردی کارمند صلیب سرخ به قتل رسیدند. این ترور تأثیر زیادی بر روی روابط بین ایران و کشورهای اروپایی داشت.
یک سال بعد از حادثه رستوران میکونوس یک ایرانی تروریست به نام کاظم دارابی کازرونی که مشکوک به عضویت در سپاه پاسداران و سازمان امنیت ایران بود و ۴ لبنانی به نام‌های یوسف امین، محمد اتریس، عطاالله عیاد و عباس رحیل توسط پلیس آلمان دستگیر شدند و محاکمه متهمان در ششم آبانماه سال ۱۳۷۲ در آلمان آغاز شد. دادگاه میکونوس حدود ۵ سال و ۲۴۷ جلسه طول کشید و حدود ۹ میلیون فرانک هزینه دربرداشت. در جلسات این دادگاه بیش از ۱۷۰ نفر در دادگاه حاضر شده و در مورد حادثه ترور گواهی دادند. دادستان دادگاه برونو یوست و قاضی آن فریچوف کوبش بودند. حکم دادگاه میکونوس در بیست و یکم فروردین ماه سال ۱۳۷۶ صادر شد و طی آن کاظم دارابی از اتباع ایرانی و عباس رحیل تبعه لبنانی به حبس ابد و یوسف امین و محمد اتریس هر دو نفر از اتباع لبنان به ترتیب به ۱۱ و ۵ سال زندان محکوم شدند. در این حکم متهم دیگر نیز به نام عطاالله ایاد تبرئه شد. همچنین از آنجا که در جلسات دادگاه مفهومی به نام وظایف ویژه مطرح شده بود که سران رژیم ایران تصمیم گیرندگان اصلی آن کمیته بودند، مسئولان وقت جمهوری اسلامی ایران یعنی هاشمی رفسنجانی رئیس‌جمهور وقت ایران، علی فلاحیان وزیر اطلاعات وقت، علی‌اکبر ولایتی وزیر امور خارجه وقت و سید علی خامنه‌ای رهبر جمهوری اسلامی ایران متهم به زمینه‌سازی ماجرای میکونوس شدند. این افراد هنوز هم تحت تعقیب اینترپل هستند و نمی‌توانند از ایران خارج شوند.

## متهمان
تعدادی از سران جمهوری اسلامی در دادگاه‌های گوناگون به تروریسم متهم شده و تحت تعقیب اینترپل هستند.
هاشمی رفسنجانی، علی فلاحیان، علی‌اکبر ولایتی و سید علی خامنه‌ای در دادگاه میکونوس به تروریسم محکوم شدند.
انیس نقاش متولد ۱۹۴۸ در لبنان عامل ترور اول و ناموفق شاپور بختیار است که در جریان آن دو نفر را کشت. وی هم‌اکنون تحلیلگر مسایل سیاسی و رئیس «مرکز پژوهشی امان» در ایران است.
عماد مغنیه معروف به «حاج رضوان» از فرماندهان نظامی حزب‌الله لبنان و رهبر گروه سازمان جهاد اسلامی بود. این گروه مسئولیت ترور غلامعلی اویسی را بر عهده گرفت. او از سوی دولت‌های آمریکا، اسرائیل و اتحادیه اروپا برای انفجار سفارت آمریکا در بیروت (۱۹۸۳) و انفجار آسایشگاه‌های نیروهای نظامی حافظ صلح آمریکایی و فرانسوی در بیروت (که باعث کشته‌شدن بیش از ۳۵۰ نفر شد) و نیز در بمب‌گذاری سفارت اسرائیل در آرژانتین در سال ۱۹۹۲ و بحران گروگان‌گیری لبنان در دهه ۸۰، به عنوان یک «تروریست» تحت تعقیب بوده است. منوچهر متکی وزیر امور خارجه ایران در تشییع جنازه وی حضور داشت و پیام‌های تسلیت مقام‌های ایرانی را خواند.

### اعتراف یکی از ترورکنندگان
علی قربانی‌فر (برادر منوچهر قربانی‌فر، یکی از عوامل ماجرای مک فارلین یا همان دلالی برای خرید سلاح از آمریکا و اسرائیل برای حکومت جمهوری اسلامی) جزو متهمان پرونده ترور سیروس الهی (از اعضای سازمان درفش کاویانی) اعتراف کرد که یکی از عوامل ترور مخالفان حکومت جمهوری اسلامی است.

## اقدام تروریستی بر ضد کشورها و افراد دیگر

### انفجار سفارت ایالات متحده در لبنان، ۱۹۸۳
انفجار سفارت ایالات متحده بمب‌گذاری در ۱۸ آوریل ۱۹۸۳ یک بمب‌گذاری انتحاری در بیروت، لبنان بود که به کشته شدن ۶۳ نفر از جمله ۱۷ نفر آمریکایی انجامید. قربانیان اکثراً اعضای سفارت و سیا بودند، اما همچنین شامل چندین سرباز آمریکایی و یک نگهبان وابسته به تفنگداران دریایی آمریکا (گارد امنیتی دریایی) می‌شد. این حمله مرگبارترین حمله به نمایندگی‌های دیپلماتیک ایالات متحده تا آن زمان بود و آغاز حملات اسلامگرایانه به اهداف آمریکایی به‌شمار می‌رود.

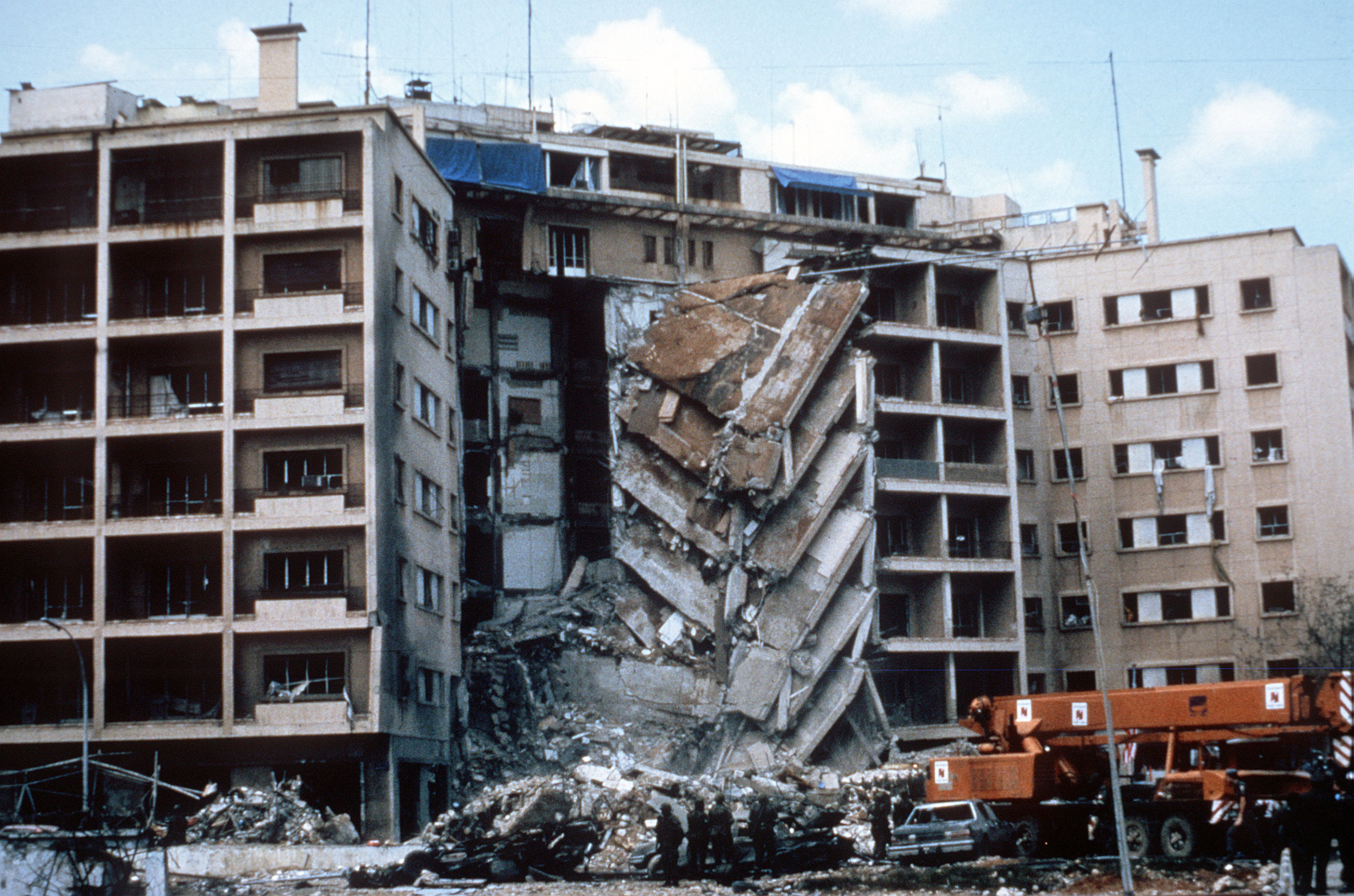
نمایی از خسارت سفارت ایالات متحده آمریکا پس از بمب‌گذاری

این حمله در پی مداخله نیروهای چندملیتی آمریکا و کشورهای غربی در جنگ داخلی لبنان برای برقراری نظم و قدرت دولت مرکزی صورت گرفت.

### ترور میکونوس در آلمان، ۱۹۹۲
جمهوری اسلامی ایران همچنین متهم به ترور و کشتار مخالفان اقلیت کرد در خارج از ایران بوده است. مهم‌ترین نمونه از این اقدامات را می‌توان ترور میکونوس که در آن رهبران اقلیت‌های کرد در آلمان کشته شدند. در ماجرای ترور میکونوس که در رستورانی به همین نام واقع در برلین، آلمان و در تاریخ ۱۷ سپتامبر ۱۹۹۲ رخ داد، تعدادی از سران اپوزیسیون کُرد به قتل رسیدند. دادگاه میکونوس بعد از دادگاه معروف نورنبرگ پراهمیت‌ترین دادگاهی بود که در آلمان تشکیل شد؛ و نهایتاً مقامات عالی نظام جمهوری اسلامی را به دست داشتن به قتل مخالفان خود در خارج از ایران متهم کرد و برای اولین بار جمهوری اسلامی به خاطر تروریسم دولتی محکوم شد. همچنین چند ماه بعد، «رونالد جورج» دادستان کل آلمان، رهبر جمهوری اسلامی ایران، علی خامنه‌ای، رئیس‌جمهور علی اکبر هاشمی رفسنجانی، وزیر امور خارجه (علی اکبر ولایتی)، و وزیر اطلاعات وقت ایران، علی فلاحیان را نیز به دخالت در این ماجرا متهم کرد.

### بمب‌گذاری در آرژانتین، ۱۹۹۴
انفجار مرکز همیاری یهودیان در آرژانتین، واقعه‌ای تروریستی در ۱۸ ژوئیه ۱۹۹۴ برابر با ۲۷ تیر ۱۳۷۳ بود که در جریان آن ۸۵ نفر از شهروندان یهودی‌تبار آرژانتینی کشته شدند، و بیش از دویست نفر نیز زخمی شدند. برای رسیدگی به این پرونده، تاکنون بیش از یک هزار و دویست نفر برای ادای شهادت در مورد این پرونده به دادگاه احضار شده‌اند. دولت آرژانتین تاکنون ۳ بار جمهوری اسلامی ایران را به دست داشتن در انفجار متهم کرده است.
دولت آرژانتین مدعی است که دستور و نقشه ضربه زدن به بزرگ‌ترین مرکز اقلیت یهودی در آمریکای لاتین در تهران کشیده شد و مسئولیت اجرای طرح عملیات به ستاد ویژه عملیات حزب‌الله لبنان، که به گروه شبه نظامی حزب‌الله لبنان وابسته است، سپرده شد. مقامات ایرانی مدعی هستند که تاکنون هیچ مدرکی دال بر دخالت جمهوری اسلامی ایران در این خصوص ارائه نشده و با فاسد خواندن سیستم قضایی آرژانتین، موضوع را توطئه‌ای سیاسی تلقی می‌کنند.
از جمله مشکلات این پرونده این است که شخص انتحاری مورد ادعا تاکنون شناسایی نشده است. با اینحال برخی مقامات جمهوری اسلامی ایران مثل احمد وحیدی، هاشمی رفسنجانی، سید علی خامنه‌ای و دیگران به جرم «کشتار» و «جنایت علیه بشریت» هم‌اکنون تحت تعقیب اینترپل قرار دارند.
آرژانتین در ژوئیه ۲۰۱۹ (میلادی) که مصادف با بیست و پنجمین سالروز بمب‌گذاری آمیا است، صریحاً حزب‌الله لبنان را گروه تروریستی نامید.

مایک پمپئو، وزیر امور خارجه ایالات متحده آمریکا در ژوئیه ۲۰۱۹، طی سفرش به آرژانتین، ضمن تقدیر از اقدام آرژانتین، جمهوری اسلامی را مقصر اصلی این انفجار دانست:
انفجار آمیا توسط حزب‌الله، با پشتیبانی کامل جمهوری اسلامی ایران انجام گرفت 

### بمب‌گذاری در عربستان سعودی، ۱۹۹۶
در ۲۴ ژوئن ۱۹۹۶ برابر با ۴ تیر ۱۳۷۵ خورشیدی بر اثر انفجار یک کامیون بمب‌گذاری‌شده در پایگاه نیروهای آمریکایی در شهر خُبَر عربستان، ۱۹ سرباز آمریکایی کشته و حدود ۴۰۰ تن زخمی شدند. در ابتدا اف‌بی‌آی ایران را مسئول این بمب‌گذاری دانست؛ امّا ویلیام پری، وزیر دفاع آمریکا در زمان بیل کلینتون، در سال ۲۰۰۷ اعلام کرد به این نتیجه رسیده‌اند که بمب‌گذاری کار القاعده بوده و نه ایران.
۱۹ سال بعد در سال ۱۳۹۴ رسانه‌های عربستانی از دستگیری عامل انفجار «احمد المغسل». خبر دادند.

### حملات یازدهم سپتامبر آمریکا، ۲۰۰۱
در حادثه حملات ۱۱ سپتامبر، نیروهای القاعده در ۱۱ سپتامبر ۲۰۰۱ به صورت حمله انتحاری به مرکز تجارت جهانی (۲۰۰۱–۱۹۷۳) حمله کردند که ۳۰۰۰ نفر کشته شدند. مقامات آمریکایی و بستگان قربانیان حملات ۱۱ سپتامبر بارها ایران را بخشی از مقصران این حادثه دانسته‌اند. در روز جمعه، ۹ سپتامبر شبکه تلویزیونی العربیه در گزارش مفصلی گفت که ایران از طریق «فؤاد مغنیه» برادر عماد مغنیه، یکی از هدایتگران حزب‌الله لبنان، از عملیات ۱۱ سپتامبر آگاهی کامل داشته است؛ عماد مغنیه رابط جمهوری اسلامی ایران و القاعده بود، گاهی با سید علی خامنه‌ای ملاقات می‌کرد.
در سال ۲۰۱۱ ۲۰۰ نفر از بستگان قربانیان حملات ۱۱ سپتامبر در دادگاه فدرال آمریکا علیه جمهوری اسلامی ایران شکایت کرده‌اند، که این تعداد در سال ۲۰۱۸ به ۱۰۰۰ نفر رسید. دادگاه آمریکایی شکایت حدود یک هزار نفر از بازماندگان شماری از کشته‌شدگان حملات انتحاری ۱۱ سپتامبر علیه جمهوری اسلامی ایران، سپاه پاسداران انقلاب اسلامی و بانک مرکزی جمهوری اسلامی ایران را وارد دانست و در مجموع، با پرداخت مبلغ «۶ میلیارد دلار» غرامت به آنان موافقت کرد.
جمهوری اسلامی ایران همواره این اتهامات را رد می‌کند.
پس از ترور قاسم سلیمانی، مایک پنس معاون دونالد ترامپ، در رشته توییتی مدعی شد، سلیمانی به عاملان حمله‌های ۱۱ سپتامبر ۲۰۰۱ در آمریکا کمک کرده بود. بنا بر ادعای او، سلیمانی در سفر مخفیانه به افغانستان به ۱۰ نفر از ۱۲ تروریستی که حمله‌های ۱۱ سپتامبر را انجام دادند، کمک کرده بود. هرچند مقامات جمهوری اسلامی ایران این اتهامات را دروغی بیش نمی‌خوانند.

### اقدام تروریستی در کنیا، ۲۰۱۲
پلیس کنیا در سال ۲۰۱۲ میلادی دو نفر ایرانی به نام‌های احمد ابوالفتحی و سید منصور موسوی را به اتهام تروریسم دستگیر کرد. این افراد عضو نیروی قدس سپاه پاسداران انقلاب اسلامی معرفی شده و اتهام آن‌ها انتقال تا ۱۰۰ کیلوگرم مواد منفجره اعلام شد. در آن زمان، سفیر ایران در کنیا قصد فراری دادن این دو نفر را داشت، ولی با شکست روبرو شد.

### بمب‌گذاری در بانکوک، ۲۰۱۲
مجموعه‌ای از بمب‌گذاری‌ها در سال ۲۰۱۲ در بانکوک اتفاق افتاد. مقامات تایلند ایران را به بمب‌گذاری برای ترور دیپلمات‌های اسرائیلی متهم کردند. دو شهروند ایرانی به نام‌های سعید مرادی (۲۹ ساله) و محمد خزایی (۴۹ ساله) محکوم به مشارکت در عملیات تروریستی بمب‌گذاری شده و به ترتیب به حبس ابد و حبس درازمدت محکوم شدند. سعید مرادی که بر اثر انفجار بمب دو پای خود را از دست داده است در جریان بازداشت بمبی را به طرف مأموران پلیس پرتاب کرده بود.
چند روز بعد در پی انفجاری در خانه‌ای که به محل ساخت بمب برای گروه ۵ نفرهٔ ایرانی تبدیل شده‌بود، تعقیب پلیس بانکوک افزایش یافت و سه ایرانی دیگر به ظن مشارکت احتمالی در این بمب‌گذاری‌های اخیر تایلند بازداشت و بازجویی شدند. این افراد سید مهرداد مدنی، ایرج رحیمی‌راد و محبوبه تسبیحی نام دارند ولی از سال ۲۰۱۲ هنوز اتهامی متوجه آنها نشده است.

### بمب‌گذاری در هندوستان، ۲۰۱۲
در سال ۲۰۱۲ پلیس هند رسماً اعلام کرد که ایران مسوول بمب‌گذاری در دهلی برای کشتن دیپلمات‌های اسرائیلی بوده است. بر طبق گزارش، سپاه پاسداران انقلاب اسلامی این عملیات تروریستی را طراحی و اجرا کرده است که در آن یک کارمند سفارت اسرائیل در دهلی، یک کارمند محلی و دو نفر عابر مجروح شدند.
 به گزارش یک روزنامه هندی، پلیس این کشور اعلام کرده است که عاملان سوءقصد نافرجام به جان یک دیپلمات اسرائیلی در دهلی نو، اعضای سپاه پاسداران جمهوری اسلامی ایران بوده‌اند. در این سوءقصد که ماه فوریه گذشته صورت گرفت، همسر وابسته نظامی اسرائیل در دهلی به شدت زخمی شد. به گزارش رادیو فردا روزنامه «تایمز آو ایندیا» روز دوشنبه نوشت: پلیس هند پس از تحقیقات گسترده، به این نتیجه رسیده است که پنج تن از اعضای سپاه پاسداران ایران با همکاری یک روزنامه‌نگار هندی این سوءقصد را اجرا کردند. بر اساس این گزارش، سردسته این گروه «هوشنگ افشار ایرانی» نام دارد و هدایت‌کننده سوء قصد علیه اسرائیلی‌ها در تایلند و گرجستان نیز بوده است. پلیس بین‌المللی (اینترپل) در ماه مارس برای چهار تن از این متهمان حکم جلب بین‌المللی صادر کرده بود ولی این نخستین بار است که هند اعلام می‌کند که این افراد اعضای سپاه پاسداران هستند. روزنامه «تایمز آو ایندیا» نوشته است که «جزئیات مربوط به این متهمان در اختیار ایران قرار گرفته است». پلیس هند می‌گوید توطئه گران اصلی با ویزای گردشگری وارد این کشور شده بودند و پس از انجام عملیات خاک هند را ترک کردند.

### اقدام تروریستی در بحرین، ۲۰۱۵
در سپتامبر ۲۰۱۵ نیروهای امنیتی بحرین یک کارخانه بزرگ بمب‌سازی را کشف کردند و تعدادی مظنون را که مرتبط با سپاه پاسداران ایران بودند دستگیر کردند. در پی این ماجرا بحرین سفیر خود را از ایران فراخواند و دستور خروج سفیر ایران از بحرین در مدت ۷۲ ساعت را صادر کرد. البته ایران بارها این موضوع را رد کرده است.

### انفجار الخبر
در ۴ تیر ۱۳۷۵ خورشیدی بر اثر انفجار یک کامیون بمب‌گذاری‌شده در پایگاه نیروهای آمریکایی در شهر خُبَر عربستان، ۱۹ سرباز آمریکایی کشته و حدود ۴۰۰ تن زخمی شدند. در ابتدا اف‌بی‌آی ایران را مسئول این بمب‌گذاری دانست؛ امّا ویلیام پری، وزیر دفاع آمریکا در زمان بیل کلینتون، در سال ۲۰۰۷ اعلام کرد به این نتیجه رسیده‌اند که بمب‌گذاری کار القاعده بوده و نه ایران.
۱۹ سال بعد در سال ۱۳۹۴ رسانه‌های عربستانی از دستگیری عامل انفجار احمد المغسل خبر دادند.

### بمب‌گذاری آمیا
انفجار مرکز همیاری یهودیان واقعه‌ای تروریستی در ۱۸ ژوئیه ۱۹۹۴ برابر با ۲۷ تیر ۱۳۷۳ بود که در جریان آن ۸۵ نفر از شهروندان یهودی تبار آرژانتینی جان خود را از دست دادند و بیش از سیصد نفر زخمی شدند.
این بمب‌گذاری علاوه بر تأثیر بر وجهه جهانی جمهوری اسلامی و روابطش با آرژانتین، تبعاتی نیز برای سیاست داخلی آرژانتین داشته است. از جمله یکی از قضات بررسی در مورد این پرونده به اتهام اقدام در ارائه شواهد کذب از کار برکنار شده و در سال ۲۰۱۲، قوه قضاییه آرژانتین، کارلوس منم، رئیس‌جمهوری وقت این کشور را در ارتباط با پیگیری این بمب‌گذاری تحت پیگرد قانونی قرار داد. متهم شد که با دریافت رشوه، کوشیده بود شواهد مربوط به ارتباط حزب‌الله لبنان و دولت جمهوری اسلامی ایران با این بمب‌گذاری‌ها را پنهان کند.*

### توطئه ترور سفیر عربستان
در سال ۱۳۹۰ شمسی دادگستری آمریکا دو ایرانی را به تلاش برای حمله به سفارتخانه‌های عربستان سعودی و اسرائیل در واشینگتن و همچنین ترور عادل الجبیر، سفیر عربستان سعودی در آمریکا متهم کردند. مقام‌های دادگستری آمریکا این دو ایرانی را «منصور ارباب‌سیر»، ۵۶ ساله، و «غلام شکوری» معرفی کرده‌اند. منصور ارباب‌سیر دارای تابعیت ایرانی - آمریکایی است و هم‌اکنون در بازداشت است ولی غلام شکوری فراری است.
مقام‌های قضایی آمریکا می‌گویند غلام شکوری، عضو نیروی قدس- شاخه خارجی سپاه پاسداران انقلاب اسلامی است.

### بمب‌گذاری در بانکوک ۲۰۱۲
مجموعه‌ای از بمبگذاری‌ها در سال ۲۰۱۲ در بانکوک اتفاق افتاد. مقامات تایلند ایران را به بمبگذاری برای ترور دیپلمات‌های اسراییلی متهم کردند.
دو شهروند ایرانی تروریست به نام‌های سعید مرادی (۲۹ ساله) و محمد خزایی (۴۹ ساله) محکوم به دست داشتن در عملیات تروریستی بمب‌گذاری شده و به ترتیب به حبس ابد و حبس درازمدت محکوم شدند. سعید مرادی که بر اثر انفجار بمب دو پای خود را از دست داده است در جریان بازداشت به طرف مأموران پلیس بمبی را پرتاب کرده بود.
چند روز بعد در پی انفجاری در خانه‌ای که به محل ساخت بمب برای گروه ۵ نفره ایرانی تبدیل شده بود، تعقیب پلیس بانکوک افزایش یافت و سه ایرانی دیگر به ظن مشارکت احتمالی در این بمب‌گذاری‌های اخیر تایلند بازداشت و بازجویی شده‌اند. این افراد سید مهرداد مدنی، ایرج رحیمی‌راد و محبوبه تسبیحی نام دارند اما هنوز اتهامی متوجه آن‌ها نشده است. در ۲۵ نوامبر ۲۰۲۰ خبرگزاری‌های ایرانی از تبادل کایلی مور گیلبرت پژوهشگر استرالیایی که به اتهام جاسوسی در ایران زندانی بود با ۳ تاجر ایرانی زندانی در تایلند به اتهام دور زدن تحریم خبر دادند، مقامات رسمی ایران هویت این افراد را اعلام نکردند.سه ایرانی آزادشده در بازگشت به ایران با حلقه گل مورد استقبال عباس عراقچی، معاون محمدجواد ظریف قرار گرفتند. در مراسم استقبال هر سه آنها علاوه بر ماسکی که برای مهار کرونا به صورت داشتند، کلاهی نقابدار هم بر سر داشتند و چهره‌شان به کلی غیرقابل شناسایی بود. در ادامه مقام‌های تایلندی تأیید کردند ایرانیان آزادشده سعید مرادی، محمد خزاعی و مسعود صداقت‌زاده هستند که در سال ۲۰۱۲ در بمبگذاری ناموفقی علیه دیپلمات‌های اسرائیلی دست داشتند.

### بمب‌گذاری در دهلی ۲۰۱۲
در سال ۲۰۱۲ پلیس هند رسماً اعلام کرد که ایران مسوول بمبگذاری در دهلی برای کشتن دیپلمات‌های اسراییلی بوده است. بر طبق گزارش سپاه پاسداران جمهوری اسلامی این عملیات تروریستی را طراحی و اجرا کرده است که در آن یک کارمند سفارت اسراییل در دهلی، یک کارمند محلی و دو نفر عابر مجروح شدند.

### اقدام تروریستی در بحرین ۲۰۱۵
در سپتامبر ۲۰۱۵ نیروهای امنیتی بحرین یک کارخانه بزرگ بمب‌سازی را کشف کردند و تعدادی مظنون را که مرتبط با سپاه پاسداران ایران بودند دستگیر کردند. در پی این ماجرا بحرین سفیر خود را از ایران فراخواند و دستور خروج سفیر ایران از بحرین در مدت ۷۲ ساعت را صادر کرد. البته ایران بارها این موضوع را رد کرده است

### اقدامات تروریستی در عراق
تخمین زده شده است که شبه نظامیان شیعه و غیرشیعه وابسته به حکومت جمهوری اسلامی ایران، در مجموع ۱۱۰۰ نفر سرباز آمریکایی را در عراق کشته‌اند؛ افزون بر این، نیروهای نیابتی ایران دست به شورش و جنگ‌افروزی در عراق می‌زنند. علاوه بر این بارها گزارش شده که نیروهای وابسته به ایران دست به اقدامات تروریستی در عراق زده‌اند.

#### حمله پهپادی به اقامت‌گاه نخست‌وزیر عراق
کتائب حزب‌الله و عصائب اهل حق، دو گروه شبه‌نظامی عراقی و نیابتی مورد حمایت سپاه نظام جمهوری اسلامی ایران، عامل حمله تروریستی (پهپادی) به اقامت‌گاه مصطفی الکاظمی، نخست‌وزیر عراق بود.
آنتونی بلینکن، وزیر امور خارجه آمریکا، حمله به جان نخست‌وزیر عراق را «حمله به حاکمیت و ثبات کشور عراق» خواند و تأکید کرد که همکاری واشینگتن با دولت و مردم عراق پایدار است.

### اقدام تروریستی در کنیا ۲۰۱۲
پلیس کنیا در سال ۲۰۱۲ دو نفر ایرانی تروریست به نام‌های احمد ابوالفتحی و سیدمحمد موسوی را به اتهام تروریسم دستگیر کرد. این افراد عضو سپاه قدس معرفی شده و اتهام آن‌ها انتقال تا ۱۰۰ کیلوگرم مواد منفجره اعلام شد.

### طرح ترور سفیر آمریکا در آفریقای جنوبی ۲۰۲۰
نشریه پولیتیکو باانتشار گزارشی برنامه ایران برای ترور لانا مارکس، سفیر آمریکا در آفریقای جنوبی را فاش ساخت، گفته شده است که سرنخ طرح، به شبکه ای مخفی در سفارتخانه جمهوری اسلامی ایران در پرتوریا، پایتخت این کشور مربوط می‌شود. لانا مارکس که ۶۶ سال سن دارد، اکتبر سال گذشته اداره سفارتخانه آمریکا در آفریقای جنوبی را برعهده گرفت.
انتشار گزارش پولیتیکو واکنش شدید رئیس‌جمهور آمریکا دونالد ترامپ را در پی داشت و او طی پیام توییتری هشدار داد: «هر حمله از سوی ایران، به هر شکلی که علیه آمریکا صورت گیرد، حمله‌ای هزار بار شدیدتر ما را در پی خواهد داشت.»

### کشف طرح‌های تروریستی افسر اطلاعات ج. ا در کنیا نوامبر ۲۰۲۱
پلیس کنیا اعلام کرد که یک افسر اطلاعاتی ایران با نام محمد سعید گلابی، با تیمی از کنیایی‌ها برای جمع‌آوری اطلاعات در مورد مؤسسات خصوصی و دولتی با هدف حمله به آنها کار می‌کند.

### کشف ترور جان بولتون و مایک پمپئو در آمریکا ۲۰۲۲
وزارت دادگستری آمریکا شهرام پورصفی با نام مستعار مهدی رضایی، عضو نیروی قدس سپاه پاسداران، را متهم کرده که قصد داشته «۳۰۰ هزار دلار به افرادی در آمریکا پرداخت کند تا آقای جان بولتون را در واشینگتن دی سی یا ایالت مریلند به قتل برسانند.» انگیزه احتمالی او از این اقدام، گرفتن «انتقام» کشته شدن قاسم سلیمانی عنوان شده است. پورصفی همچنین به فردی که اجیر کرده بود وعده داد برای پروژه بعدی که ترور مایک پمپئو، وزیر خارجه پیشین آمریکا، بود یک میلیون دلار پرداخت کند. در این عملیات نافرجام جمهوری اسلامی قرار بود از غیر ایرانیان برای انجام سوءقصد استفاده کند تا نقش حکومت در این میان افشا نشود، اما فردی که برای این کار انتخاب شده‌بود، مأمور خبرچین اف‌بی‌آی بوده و او بارها عملیات را به بهانه‌های مختلف به تعویق انداخت.

### تعیین جایزه جمهوری اسلامی برای عامل ترور رشدی
یک نهاد جمهوری اسلامی ایران در یکم اسفند ۱۴۰۱، یک جایزه بزرگ مالی که برای عامل ترور احمد سلمان رشدی تعیین کرد. نهادهای متعدد جمهوری اسلامی در گذشته نیز جوایز کلان مالی برای کسی که بتواند سلمان رشدی را بکشد تعیین کرده بودند.

## انیمیشن تروریستی در تارنمای خامنه‌ای
در تارنمای سید علی خامنه‌ای، انیمیشنی تروریستی بر ضد یکی از رئیسان جمهور آمریکا منتشر شد که سخنگوی کاخ سفید در واکنش به این انیمیشن گفت که پیش‌تر هم، شاهد رفتارهای توهین‌آمیز رهبر جمهوری اسلامی بوده‌ایم.

## آمار و ابعاد تروریسم جمهوری اسلامی ایران
- وزارت خارجه آمریکا با انتشار گزارشی اعلام کرد که حکومت جمهوری اسلامی ایران طی ۴۰ سال ۳۶۰ ترور هدفمند در بیش از ۴۰ کشور جهان نقش داشته است[۱۰۷][۱۰۸][۱۰۹][۱۱۰][۱۱۱] که این اقدامات منجر به کشته شدن یا آسیب دائمی به صدها تن شده است. این ترورها توسط نیروی قدس سپاه پاسداران انقلاب اسلامی، وزارت اطلاعات و گروه‌های نیابتی وابسته به ایران همچون حزب‌الله و… انجام شده است.[۱۱۲][۱۱۳]
- در برخی از منابع رسمی، آمار ترورشدگان عقیدتی و سیاسی ایران را از ۳۰۰ (سیصد) تا بیش از ۱۰۰۰ (هزار) تن دانسته‌اند که ۱۸۰ تن از آن‌ها فقط از سال ۱۳۶۹ تا ۱۳۷۷ ترور و کشته شده‌اند.[۱۱۴]
- وزارت خارجه آمریکا در گزارش خود نام سه دیپلمات ایرانی که در فعالیت‌های تروریستی در خارج از ایران شرکت داشتند نام برده است:[۱۱۵]

1. احمدرضا اصغری از متهمان انفجار سال ۱۹۹۴ در مقر یهودیان در آرژانتین
2. محسن ربانی از متهمان انفجار سال ۱۹۹۴ در مقر یهودیان در آرژانتین
3. اسدالله اسدی از اعضای سفارت ایران در اتریش، که به تلاش برای تهیه مواد منفجره به منظور انفجار در پاریس متهم شده است.

همچنین براساس همین گزارش مقام‌های ترکیه به نقش دیپلمات‌های ایرانی در ترور مسعود مولوی در این کشور اشاره کرده‌اند.

## محکومیت به‌عنوان کشور حامی تروریسم
- در ۲۰ ژوئن ۲۰۱۷ وزارت خارجه کانادا اعلام کرد که نام ایران و سوریه را در فهرست کشورهای حامی تروریسم حفظ خواهد کرد. وزارت خارجه کانادا از سال ۲۰۱۲ نام ایران را در فهرست کشورهای حامی تروریسم ثبت کرده و هر دو سال یکبار نیز آن را بررسی می‌کند.[۱۱۶]
- وزارت امور خارجه آمریکا در ۱۹ ژوئیه ۲۰۱۷ دربارهٔ تروریسم در سال ۲۰۱۶ گزارشی در هفت فصل منتشر کرد[۶] که در فصل اول و سوم این گزارش، ایران بزرگ‌ترین حامی تروریسم دولتی معرفی شده است.[۱۱۷] در قسمتی از گزارش فصل سوم آمده است: «ایران نامگذاری شده به عنوان یک کشور حامی تروریسم در سال ۱۹۸۴ است که فعالیت مرتبط به تروریسم خود را در سال ۲۰۱۶ ادامه داده از جمله حمایت از حزب‌الله، گروه‌های تروریستی فلسطینی در غزه، و گروه‌های گوناگون در سوریه، عراق و سراسر خاورمیانه. ایران از نیروی قدس سپاه پاسداران انقلاب اسلامی استفاده کرد تا اهداف سیاست خارجی را انجام دهد، پوشش برای عملیات‌های اطلاعاتی فراهم کند، و بی‌ثباتی در خاورمیانه ایجاد کند. ایران به دست داشتن نیروی قدس سپاه پاسداران در درگیری‌ها در عراق و سوریه اذعان کرده است و نیروی قدس مکانیزم اولیه ایران برای پرورش دادن و حمایت از تروریست‌ها در خارج کشور است…».[۶]
- کلی کرفت سفیر آمریکا در سازمان ملل متحد روز پنجشنبه ۱۶ مرداد ۱۳۹۹ ایران را «حامی شماره یک تروریسم در جهان» نامید.[۸]

## مستند و فیلم
فیلم مستندی از ترورهای جمهوری اسلامی در خارج از کشور با نام جنایت مقدس ساخته شده است.